# Carmelo de Arzadun
Carmelo de Arzadun (Mataojo Grande, Salto, 16 de julio de 1888-Montevideo, 16 de octubre de 1968) fue un pintor uruguayo con antepasados vascos.

## Biografía
Su padre, Emilio de Arzadún, era hijo de Santiago de Arzadún y Ojinaga, natural de Bilbao (España), quien se trasladó con su familia a Salto en la segunda década del siglo XX .
Sus primeros estudios los realiza en el Instituto Osimani Llerena, de Salto. En 1904 su familia se traslada a Bilbao donde cursa clases con Antonio Aramburu.
Estudia también con Carlos María Herrera en la Escuela Nacional de Bellas Artes de Montevideo, y obtiene por concurso una beca para viajar a Europa, lo que le permite asistir a las Academias de la Grande Chaumière y Colarossi de París, y estudiar con los maestros Anglada Camarasa y Kees Van Dongen en la Academia Vitti de esa ciudad en 1911. En años posteriores obtuvo otras dos becas oficiales lo que le permitieron estudiar nuevamente en el exterior.
Recorre muchos de los más importantes centros artísticos europeos, en los cuales trabaja.
En la década de 1920 integra el movimiento planista junto a José Cuneo, Petrona Viera y Humberto Causa, entre otros.
En 1935 asiste al Taller Torres García y se aprecia un cambio en la composición y paleta de sus obras.

### Exposiciones
En su país expone en el Salón Nacional de Bellas Artes, y en años sucesivos es galardonado con distintos reconocimientos: el Primer Premio (1938), el Gran Premio Medalla de Oro (1941) y el Premio Bienal (1959).
Asimismo realiza exposiciones en Sevilla, en Panamá, en San Francisco y Nueva York. En el marco de esta última obtiene el 6.º. Premio en el Concurso Internacional de la Casa Watson.
En agosto de 1961 en ocasión de la reunión del Consejo Interamericano Económico y Social en Punta del Este, participa de la muestra "De Blanes a nuestros días" en la que expusieron 85 pintores, 19 escultores y 19 dibujantes y grabadores uruguayos entre los que se contaban artistas de la talla de Rafael Barradas, Juan Manuel Blanes, Pedro Blanes Viale, José Cuneo, Pedro Figari, Joaquín Torres García, José Luis Zorrilla de San Martín y José Belloni.
Sus obras se encuentran en Museos Municipales de Montevideo, Buenos Aires y Rosario, así como también en los Museos de Arte Moderno de París y de Bayona entre otros.